# کیزگانباشوو
کیزگانباشوو (به لاتین: Kizganbashevo) یک منطقهٔ مسکونی در روسیه است که در باشقیرستان واقع شده‌است.